# Just an Illusion
"Just an Illusion" é uma canção do trio britânico Imagination. Co-escrita por Steve Jolley, Tony Swain, Ashley Ingram e Lee Johny, a canção foi um grande sucesso na Europa, chegando ao número 2 nas paradas britânicas. Nos EUA a canção alcançou o número 27 na Black chart. "Just an Illusion" também atingiu o número 15 nas "dance charts".

## Lista de faixas
7" Single
1. "Just an Illusion" – 3:55
2. "Just an Illusion" (Instrumental) – 3:40

## Desempenho nas paradas

### Paradas semanais
| Paradas                                        | Posição |
| ---------------------------------------------- | ------- |
| Áustria (Ö3 Austria Top 75)                    | 6       |
| Bélgica (Ultratop 50 de Flandres)              | 9       |
| Bélgica (VRT Top 30 Flanders)                  | 12      |
| França (IFOP)                                  | 3       |
| O campo songid é OBRIGATÓRIO PARA PARADA ALEMÃ | 7       |
| Irlanda (Irish Recorded Music Association)     | 8       |
| Italy (FIMI)                                   | 2       |
| Países Baixos (Dutch Top 40)                   | 8       |
| Países Baixos (Single Top 100)                 | 12      |
| Noruega (VG-lista)                             | 5       |
| África do Sul (Springbok Radio)                | 3       |
| Espanha(AFYVE)                                 | 1       |
| Suécia (Sverigetopplistan)                     | 3       |
| Suíça (Schweizer Hitparade)                    | 2       |
| Reino Unido (UK Singles Chart)                 | 2       |
| US Billboard Hot Black Singles                 | 27      |
| US Billboard Hot Dance Club Play               | 15      |

### Paradas de fim de ano
| Paradas (1982)                  | Posição |
| ------------------------------- | ------- |
| Bélgica (Ultratop 50 Flanders)  | 65      |
| França (IFOP)                   | 7       |
| Itália (FIMI)                   | 13      |
| Holanda (Dutch Top 40)          | 87      |
| Holanda (Single Top 100)        | 83      |
| África do Sul (Springbok Radio) | 9       |